# Sifridus II.
Sifridus II. Glockengießer, auch Seyfrid campanifex, Seitz oder Siegried Glockengießer, (blühte 1412–1417) war ein deutscher Glockengießer. Glockengießer ist in diesem Zusammenhang noch als Beiname und noch nicht als Familienname zu sehen. Daher ist ein verwandtschaftlicher Zusammenhang mit den anderen Glockengießer genannten Familien möglich, aber nicht nachgewiesen.
Möglicherweise ist er identisch mit Ulrich Glockengießer Seyfried, welcher zwischen 1397 und 1400 in Nürnberg erwähnt wird, oder ist dessen Sohn. 1414 lieferte er eine Schlagglocke am Ulmer Münster mit der Inschrift Seitz glockengiesser zu nürenberg. Von 1415 ist eine Glocke in Künzelsau mit der Inschrift sifridus camponifex de nivremberg bekannt. 1416 wird im Stadtarchiv von Rothenburg ob der Tauber ein Sifridus Glockengießer von Nürenberg genannt, der Glocken in Habelsee und Morbach bei Uffenheim gegossen hat. Auf das gleiche Jahre ist eine Glocke der Stiftskirche Öhringen datiert. Im Jahr darauf lieferte er eine Glocke für die Stiftskirche in Feuchtwangen. Ebenso lieferte er eine Glocke namens Johanna, für die Stadtpfarrkirche St. Johannis Babtista, heute Stadtkirche St. Johannes und St. Martin, in Schwabach.